# Lujo Tončić-Sorinj
Lujo Tončić-Sorinj (Wenen 12 april 1915 - Salzburg 20 mei 2005) was een Oostenrijks diplomaat en politicus (ÖVP).

## Biografie
Afkomstig uit een in 1911 in de adel verheven familie (Edle v. Sorinj). Hij bezocht het gymnasium in Salzburg en studeerde vervolgens rechten en slavistiek aan de Universiteit van Wenen en de Universiteit van Zagreb. Tijdens de Tweede Wereldoorlog werkte hij als taalkundige voor de Luftwaffe (hij sprak meerdere talen vloeiend)
In 1945 werd hij benoemd tot voorzitter van de politieke afdeling van Instituut voor Economie en Politiek in Salzburg. Later was hij lid van de UNESCO-commissie en lid van de Oostenrijkse delegatie bij de Raadgevende Vergadering bij de Raad van Europa. Van 1949 tot 1966 was hij voor de ÖVP lid van de Nationale Raad. Josef Klaus nam hem in 1966 als bondsminister van Buitenlandse Zaken op in zijn regering. Zijn voornaamste verdienste als minister waren zijn doorslaggevende rol in de onderhandelingen met Italië over de autonomie voor Zuid-Tirol. Een uiteindelijk verdrag werd evenwel gesloten door Tončić-Sorinj opvolger op Buitenlandse Zaken, Kurt Waldheim. Als minister van Buitenlandse Zaken had hij tot taak de samenwerking met buurlanden als Joegoslavië en Tsjechoslowakije te intensiveren. Ook speelde hij een rol in het naar Wenen halen van internationale organisaties (UNIDO, IAEA; mogelijk gemaakt door de bouw van het Vienna International Centre).
Na zijn ministerschap was Tončić-Sorinj van 1969 tot 1974 secretaris-generaal van de Raad van Europa. Met het uiteenvallen van Joegoslavië aan het begin van de jaren negentig oefende hij achter de schermen druk uit voor de erkenning van Kroatië als onafhankelijke staat. Na het ontstaan van de soevereine republiek Kroatië in 1992 vroeg en verkreeg hij het staatsburgerschap van dat land, met als gevolg dat hij zijn Oostenrijkse staatsburgerschap verloor. Met hulp van zijn eigen partij herkreeg hij echter zijn Oostenrijkse nationaliteit.
Lujo Tončić-Sorinj overleed in 2005.

## Familie
Lujo Tončić-Sorinj was de kleinzoon van Josip Tončić-Sorinj (1847-1931), van 1906 tot 1911 plaatsvervangend stadhouder van Dalmatië, een toenmalige provincie van het keizerrijk Oostenrijk-Hongarije. Vanwege zijn verdiensten werd hij in 1911 in de Oostenrijkse adel verheven met het predicaat Edler von Sorinj. Diens zoon, de vader van Lujo, Dusan Tončić-Sorinj, was diplomaat en als consul gestationeerd in Jeddah. 
Zijn grootvader van moederszijde, Adolf Ritter von Plason de la Woestyne, was een ambtenaar op het ministerie van Buitenlandse Zaken en hofraad.

## Onderscheidingen
- Orde van Koning Dmitar Zvonimir (Kroatië)